# Champtercier
Champtercier é uma comuna francesa na região administrativa da Provença-Alpes-Costa Azul, no departamento dos Alpes da Alta Provença. Estende-se por uma área de 18,31 km². Em 2010 a comuna tinha 870 habitantes (densidade: 47,5 hab./km²).